# King Kong 2: Ikari no Megaton Punch
King Kong 2: Ikari no Megaton Punch (キングコング2 怒りのメガトンパンチ?, Kingu Kongu Tsū: Ikari no Megaton Panchi) è un videogioco in stile avventura dinamica sviluppato e pubblicato da Konami per Famicom nel 1986, basato sul film dello stesso anno King Kong 2. È uscito solo in Giappone.

## Trama
Dopo che King Kong è caduto dalle Torri Gemelle, è rimasto in coma per dieci anni. Quando in Borneo viene trovato un esemplare femmina della sua stessa specie, gli viene fatta una trasfusione di sangue della femmina, detta Lady Kong, e gli viene impiantato un cuore artificiale. Quando il cuore comincia a battere, Kong si libera e parte alla ricerca di Lady Kong, tenuta in cattività.

## Modalità di gioco
Il giocatore controlla King Kong, alla ricerca della sua compagna Lady Kong, tenuta in cattività. Il giocatore deve viaggiare attraverso nove diversi mondi labirintici, rappresentati da strutture militari, catene montuose, giungle, città e luoghi sotterranei. L'intero gioco si svolge in una vista dall'alto. Bisogna distruggere nemici e paesaggi mediante pugni, saltandoci sopra, o lanciando pietre giganti. Alcuni di questi nemici includono carri armati, robot, creature blob, e grossi animali. Distruggendo il paesaggio in tutti questi mondi, si possono scoprire diversi oggetti nascosti e porte. I potenziamenti possono far aumentare la vita di Kong, così come la quantità massima di rocce che può portare. Ci sono anche dei power-up che rendono le pietre più potenti, aumentano la sua velocità, e rendono Kong temporaneamente invincibile. Le porte, nascoste in ogni mondo, portano Kong in un luogo segreto o in un altro mondo, dove bisogna scontrarsi con dei boss. Ce n'è uno per ogni mondo, e ogni volta che se ne batte uno si ottiene una chiave. Dopo aver trovato otto chiavi, si potrà accedere al boss finale, che consiste in 18 gorilla robot giganti più grandi di Kong. Dopo averli sconfitti, si ottiene l'ultima chiave per liberare Lady Kong.

## Curiosità
- A differenza del film, Kong alla fine non muore, ma viene portato in Borneo con la compagna e il figlio appena avuto.
- I power-up del gioco sono uguali a quelli della serie Gradius, anch'essa della Konami.